# Дубровино (Межевський район)
Дубровино (рос. Дубровино) — село в Межевському районі Костромської області Російської Федерації.
Населення становить 3 особи. Належить до муніципального утворення Георгієвське сільське поселення.

## Історія
Від 1944 року населений пункт належить до Костромської області.
Від 2007 року входить до складу муніципального утворенняГеоргієвське сільське поселення.

## Населення
| 2008 | 2010 | 2014 |
| ---- | ---- | ---- |
| 5    | ↗9   | ↘3   |